# 30836 Schnittke
30836 Schnittke è un asteroide della fascia principale. Scoperto nel 1991, presenta un'orbita caratterizzata da un semiasse maggiore pari a 2,4618159 UA e da un'eccentricità di 0,1449181, inclinata di 4,18422° rispetto all'eclittica.